# Lee Thompson (sassofonista)
Lee Jay Thompson, soprannominato Kix e El Thommo (Londra, 5 ottobre 1957), è un sassofonista britannico, membro del gruppo 2 tone ska Madness.